# Túmulo de Daniel
O túmulo de Daniel é o lugar do enterro tradicional do profeta bíblico Daniel. Várias posições têm sido nomeado para o local, mas o túmulo em Susã, no Irão, é o mais amplamente aceito, sendo mencionada pela primeira vez por Benjamim de Tudela, que visitou a Ásia entre 1160 e 1163.